# 阮
阮（げん）は漢姓の一つ。

## 中国
阮（ピンイン: Ruǎn）は中華圏の姓で、『百家姓』の130番目。2020年の中華人民共和国の統計では人数順の上位100姓に入っていないが、台湾の2018年の統計では62番目に多い姓で、44,826人がいる。
普通話ではRuǎn（ルアン、「軟」と同音）と発音するが、これは歴史的に見て異例であり、どうしてこのように発音されるのかは明らかでない。『中原音韻』では「遠」と同音（ユアン）とされている。

### 著名な人物
- 阮瑀 - 後漢の文学者。建安七子の一人。
- 阮籍 - 竹林の七賢の指導的存在。三国魏の詩人。
- 阮咸 - 竹林の七賢の一人。楽器の阮咸の名は彼が愛用したことによる。
- 阮元 - 清の官僚、学者。
- 阮銘（中国語版） - 中華民国の政治学者・評論家。
- 阮大年（中国語版） - 前中原大学、交通大学、東海大学、台中技術学院校長。中華民国教育部政務次長。
- 阮小儀（中国語版）（本名：阮佩儀） - 香港のDJ。
- 阮玲玉 - 中華民国の女優。

### 架空の人物
- 阮小二 - 『水滸伝』の登場人物。
- 阮小五 - 『水滸伝』の登場人物。
- 阮小七 - 『水滸伝』の登場人物。

## ベトナム
阮（グエン、ベトナム語: Nguyễn、「グイエン」と書くこともある）は、ベトナムの姓の一つ。ベトナム人の姓では国内最多。Nguyễnはヨーロッパ諸語ではNguyenと綴り、「ニューエン」「ニュイエン」と呼ばれることがある。
古い例としては、10世紀末、丁朝の成立に大功のあった廷臣に阮匐がいる。後黎朝の時代には、建国の功臣である阮廌のほか、襄翼帝の擁立に功のあった阮文郎が重臣としての地位を獲得した。阮文郎の曾孫の阮潢は内乱の中、南部で半独立の広南国を築いた。阮恵ら西山阮氏は広南国を滅ぼして西山朝を建てたが、広南阮氏の一族である阮福映は西山阮氏を滅ぼして阮朝を建てた。阮朝は20世紀前半の保大帝まで地位を保った。

### 著名な人物
- グエン・ズー（阮攸） - 阮朝の詩人。
- ホー・チ・ミン - ベトナム民主共和国（北ベトナム）初代国家主席。本名はグエン・シン・クン（阮生恭）。
- グエン・タイ・ホック（阮太学） - ベトナム国民党初代党首。
- グエン・フー・ト（阮友壽） - ベトナム社会主義共和国副主席、代理主席。
- グエン・ヴァン・リン（阮文霊） - ベトナム共産党中央総書記。
- グエン・ヴァン・チュー（阮文紹） - ベトナム共和国（南ベトナム）第2代・3代大統領。
- グエン・ヴァン・カオ（阮文高） - ベトナム国歌『進軍歌』作詞作曲者。
- グエン・カオ・キ（阮高祺） - 南ベトナム副大統領。
- グエン・ミン・チェット（阮明哲） - ベトナム社会主義共和国国家第6代主席。
- グエン・タン・ズン（阮晋勇） - ベトナム社会主義共和国第6代首相。
- グエン・ヴァン・フン（阮文雄） - 在台ベトナム人の人権活動家。
- グエン・トラン・フォク・アン（阮陳福安） - 日本の社会人野球選手。
- マゼル・ニューエン - ドイツの器械体操選手。
- ナム・ニューエン - カナダのフィギュアスケート選手。
- フランス・ニュイエン - フランスの俳優。
- グエン・ベトとグエン・ドク（阮越と阮徳）

## 朝鮮
阮（ウォン、ワン、朝: 원、완）は、朝鮮人の姓の一つである。2015年の韓国の国勢調査による人口は51人（うち「ウォン」は45人、「ワン」は6人）。

### 氏族
2015年の韓国の国勢調査によると、漢陽阮氏は6人がいる。残りの45人の本貫は不明。